# كراك داون 2
كراك داون 2 (بالإنجليزية: Crackdown 2)‏، هي لعبة فيديو من نوع عالم مفتوح وأكشن مغامرات، صدرت اللعبة في الأسواق سنة 2010، وهي من إنتاج روفيان غيمز البريطانية، ومن نشر مايكروسوفت غيمز ستوديوز، وهي الجزء الثاني من السلسلة لألعاب كراك داون، حيث تعمل لنظام التشغيل إكس بوكس 360 الحصرية.